# Zebrawinterkoning
De zebrawinterkoning (Campylorhynchus fasciatus) is een zangvogel uit de familie Troglodytidae (winterkoningen).

## Verspreiding en leefgebied
Deze soort telt 2 ondersoorten:
- C. f. pallescens: zuidwestelijk Ecuador en noordwestelijk Peru.
- C. f. fasciatus: westelijk Peru.